# Hunger Hotell
Hunger Hotell är ett studioalbum av Eldkvarn, utgivet 26 november 2008.
Hunger Hotell innehåller kortare låtar än de flesta av Eldkvarns album. "Bröllopssång", som inramar skivan, är tillkommen sist och har i sin text referenser till alla skivans låttitlar. "Fångade i tiden som går" är uppenbart skriven till bröderna Jonssons syster, som omkom i en trafikolycka som ung och som Plura också har skrivit om i sin bok Resa genom ensamheten (2008).

## Låtlista
Musik och text av Plura Jonsson där inget annat anges.
| Nr  | Titel                          | Längd | Notering                        |
| --- | ------------------------------ | ----- | ------------------------------- |
| 1.  | Bröllopssång                   | 2.14  |                                 |
| 2.  | Vägen till paradiset           | 3.08  |                                 |
| 3.  | Barn av sommarnatten           | 3.26  |                                 |
| 4.  | Hunger Hotell                  | 3.10  |                                 |
| 5.  | Fångade i tiden som går        | 2.16  |                                 |
| 6.  | Be-bop-a-lula-land             | 2.55  |                                 |
| 7.  | Kommit hem                     | 3.53  |                                 |
| 8.  | Änglarna var här               | 3.34  |                                 |
| 9.  | Lilla Sofie                    | 3.48  | musik och text av Carla Jonsson |
| 10. | Söder om midnatt, c/o Himmelen | 3.34  |                                 |
| 11. | Ta det för vad det är          | 4.49  |                                 |
| 12. | Bröllopssång #2                | 2.13  |                                 |

## Medverkande
- Plura Jonsson - sång, gitarr, klockspel
- Carla Jonsson - gitarrer, klockspel, cittra, kör & sång på Lilla Sofie
- Tony Thorén - bas
- Claes von Heijne - piano, syntheziser, blockflöjt & kör
- Werner Modiggård - trummor, kör

- Tomas Hallonsten - hammondorgel, dragspel, tubular bells & munspel
- Jari Haapalainen - slagverk, tubulars bells
- Mauro Scocco - sång, kör
- David Nyström, Adrian Modiggård, Markus Krunegård & Nicolai Dunger - kör
- David Wilczewski - tvärflöjt
- Jonas Kullhammar - tvärflöjt, bas- och barytonsaxofon
- Peter LeMarc - munspel
- Sophie Zelmani - sång
- Jouni Happala - congas, bongos, shaker & cajon

## Listplaceringar
| Lista (2008-2009) | Topplacering |
| ----------------- | ------------ |
| Sverige           | 11           |